# Kindertheater Kijk Haar Nou
Kindertheater Kijk Haar Nou is een theatergroep uit de Nederlandse plaats Rotterdam. De groep werd in 1991 opgericht door Gerdien Braams.
Vanaf de start legde de groep zich vooral toe op het ontwikkelen van peuter-/kleutertheater (in die tijd was dat relatief nieuw) en kindertheater. Later breidde groep de programmering uit met familievoorstellingen. Vanaf 2000 maakt de groep ook Commedia dell'Arte (naar klassiek Italiaanse voorbeeld). Kijk Haar Nou breidde vanaf 1998 zijn workshops uit naar mensen die niet of nauwelijks in aanraking komen met theater zoals mensen in achterstandswijken en mensen met een beperking, en ontwikkelde speciale integratieworkshops. Een van de doelstellingen is ook om te komen tot een meer integrale kunstbeleving door buiten de eigen discipline diverse vormen (zoals dans en muziek) in de workshops te vervlechten. Eind 2015 begon Kijk Haar Nou aan de ontwikkeling van theatervoorstellingen speciaal voor blinden en slechtzienden. De eerste voorstelling werd in mei 2016 succesvol opgevoerd voor een geselecteerd publiek.